# Every Night
'Every Night' é uma canção de Paul McCartney composta em Campbeltown na Escócia e lançada no dia 14 de abril de 1970 no álbum McCartney. Havia sido previamente ensaiada de forma descontraída pelos Beatles nos dias 22 e 24 de janeiro de 1969 nos estúdios da Apple, em Saville Row, e foi executada pela primeira vez ao vivo em Liverpool no dia 23 de novembro de 1979.

## História
Segundo Paul, 'Every Night' apresenta duas facetas de sua vida no final dos anos 60. Primeiramente simbolizando seu modo de vida solteiro, frequentando os clubes e boates, e a segunda que indica uma mudança em sua rotina quando começa a viver com Linda McCartney em uma vida mais caseira e familiar, e justamente essa característica a torna um clássico da carreira solo de McCartney.

## Gravação
McCartney estreou "Every Night" durante as sessões de gravação de Let It Be. O grupo cantou a música em 21 e 24 de janeiro de 1969, com John Lennon tocando slide guitar. Na gravação final, McCartney canta e toca violão, baixo e bateria, com Linda nos backing vocals.

## Lançamentos
'Every Night' foi incluída nos álbuns:
- Unplugged (The Official Bootleg) de 1991 (acústico)
- Nos álbuns ao vivo Concerts for the People of Kampuchea de 1991,  Back in the USA de 2002, e Back in the World de 2003.
- E na coletânea Wingspan: Hits and History em 2001

## Créditos
- Paul McCartney: vocais, violão, baixo, bateria.